# Еськов, Иван Егорович
Иван Егорович Еськов (6 апреля 1923, Петухово — 4 сентября 1944, Дроздово, Восточная Пруссия) — участник Великой Отечественной войны, Герой Советского Союза (посмертно), старшина.

## Биография
Иван Егорович Еськов родился 6 апреля 1923 года в крестьянской семье в селе Петухово Петуховского сельсовета Петуховской волости Ишимского уезда Тюменской губернии, ныне село входит в  Петуховский муниципальный округ Курганской области. Русский.
Окончил семь классов сельской школы. Работал в тракторной бригаде заправщиком, затем счетоводом в колхозе. Был активным комсомольцем.
В первые дни Великой Отечественной войны Иван Еськов пришёл в Петуховский районный военкомат Челябинской области, чтобы добровольцем пойти на фронт. 1 августа 1941 года призван в Рабоче-крестьянскую Красную Армию, но был оставлен при военкомате для оформления мобилизационных документов призывников. Подготовил две группы. В одну из призывных команд Еськов записал себя. Окончил школу младших командиров и с 1942 года участвовал в боях на Центральном, Степном и 1-м Белорусском фронтах. Освобождал города Бобруйск, Барановичи, Слуцк, Минск, Рогачёв, Жлобин, форсировал реки Березину, Вислу, Нарев, освобождал польские города Хелм и Люблин. Был ранен в 1942 году. За мужество и отвагу в боях был награждён двумя медалями «За боевые заслуги» и орденом Красного Знамени. В начале 1944 года старшина Еськов командовал транспортным отделением Отдельного лыжного батальона  399-й стрелковой дивизии 48-й армии, к лету стал старшиной стрелковой роты.
Член ВКП(б) с 1943 года.
С 30 июля 1944 года 399-я стрелковая дивизия находилась во 2-м эшелоне. В ночь с 24 на 25 августа 1944 года дивизия совершила марш и перешла в наступление на деревню Суленцин-Колония (ныне Суленцин-Колёня) (пол. Sulęcin-Kolonia), ныне в Острувском повете Мазовецкого воеводства Республики Польша и к вечеру 26 августа вышла к государственной границе СССР и северной окраине этой деревни. 29 августа 1348-й стрелковый полк выведен во 2-й эшелон дивизии, где месте с танками тренировался к действиям по захвату плацдарма на западном берегу реки Нарев. 3 сентября 1944 года дивизия перешла в наступление на войска 211-й пехотной дивизии вермахта и к утру 4 сентября вышла к реке Нарев.
4 сентября 1944 года помощник командира взвода 1348-го стрелкового полка 399-й стрелковой дивизии 48-й армии старшина Иван Егорович Еськов погиб в бою за Ружанский плацдарм в районе населённого пункта Дроздово (пол. Drozdowo (powiat makowski)) гмины Жевне ландкрейса Макайм (нем. Landkreis Mackeim) административного округа Цихенау провинции Восточная Пруссия, ныне гимна входит в Макувский повят Мазовецкого воеводства Республики Польша. Похоронен в деревне Рынек (пол. Rynek (województwo mazowieckie)) гимны Вонсево, в 1955 году перезахоронен в деревне Гронды (пол. Grądy (gmina Wąsewo)) гмины Вонсево Острувского повята Мазовецкого воеводства Республики Польша или в деревне Гронды (пол. Grądy (powiat łomżyński)) гмины Новогруд Ломжинского повета Подляского воеводства Республики Польша.
Указом Президиума Верховного Совета СССР от 24 марта 1945 года помощник командира взвода 1348-го стрелкового полка коммунист старшина Иван Егорович Еськов был удостоен звания Героя Советского Союза посмертно.

## Награды
- Герой Советского Союза, 24 марта 1945 года[3]
  - Орден Ленина
  - Медаль «Золотая Звезда»
- Орден Красного Знамени, 28 июня 1944 года[4]
- Две медали «За боевые заслуги», 8 марта 1944 года[5], 3 апреля 1944 года[6]

## Семья
Сёстры Антонина и Анна, в послевоенные годы жилы в Кургане.

## Память
- Улица Еськова в селе Петухово Петуховского сельсовета Петуховского района Курганской области.
- Имя Ивана Егоровича Еськова носила 8-летняя школа в селе Петухово Петуховского сельсовета Петуховского района Курганской области (ныне школа ликвидирована).
- Мемориальная доска на здании МБОУ «Петуховская средняя общеобразовательная школа имени Героя Советского Союза Якова Сергеевича Кулишева», Курганская область, Петуховский муниципальный округ, город Петухово, ул. Карла Маркса, 3 — 55°04′06″ с. ш. 67°53′15″ в. д.HGЯO
- Упомянут на памятнике воинам, павшим в Великой Отечественной войне, Курганская область, Петуховский муниципальный округ, село Петухово — 55°06′09″ с. ш. 67°57′18″ в. д.HGЯO
- Упомянут (как Еськов Е.И.) на памятнике «Зауральцам — Героям Советского Союза», город Курган, ул. Володарского 77 — 55°26′22″ с. ш. 65°20′19″ в. д.HGЯO
- Междугородний юношеский турнир по греко-римской борьбе среди юношей, посвященный памяти Героя Советского Союза Ивана Егоровича Еськова[8], проводится с 1985 года. В марте — апреле 2023 года прошёл XXXVI традиционный турнир[9].